# Francavilla Angitola
Francavilla Angitola é uma comuna italiana da região da Calábria, província de Vibo Valentia, com cerca de 2.357 habitantes. Estende-se por uma área de 28 km², tendo uma densidade populacional de 84 hab/km². Faz fronteira com Curinga (CZ), Filadelfia, Maierato, Pizzo, Polia.
Na localidade de Ponte Angitola, na comuna, situam-se os vestígios de uma povoação Romana e de uma ponte, designada como Ad Fluvium Angitulam ou Annicia.